# Luis Robson
Luis Robson (født 21. september 1974) er en tidligere brasiliansk fodboldspiller.